# Jan Józef Łochocki
Jan Józef Łochocki herbu Junosza – starosta błoński w latach 1766-1770, starosta osiecki.
Syn Stanisława kasztelana dobrzyńskiego i Teofili z Werbna Rydzyńskiej.
Poseł na sejm 1758 roku z województwa inowrocławskiego.
Elektor Stanisława Augusta Poniatowskiego z województwa rawskiego.